# Marc Eruci Clar
Marc Eruci Clar (en llatí Marcus Erucius Clarus) va ser un magistrat romà. Era germà de Gai Septici Clar. Formava part de la gens Erúcia, i era de la família dels Clar, important a inicis de l'Imperi Romà.
Plini el jove, que era molt amic del seu germà, diu d'ell que era un home íntegre i d'honor, i molt hàbil en la defensa de les causes jurídiques. Probablement és la mateixa persona anomenada només com Eurici Clar que va conquerir Selèucia del Tigris juntament amb Tiberi Juli Alexandre Julià, l'any 115, i el mateix M. Erucius Clarus que va ser cònsol sufecte el 117 junt amb Tiberi Juli Alexandre l'any de la mort de Trajà.